# Γ-六氯环己烷
γ-六氯环己烷（γ-HCH），俗称γ-六六六、林丹/林旦/靈丹（Lindane），是農药六氯环己烷的一种γ-异构体，也是该杀虫剂的有效成分。

## 制备
工业品六氯环己烷可由苯与3分子氯气经紫外线照射得到：
工业品六六六是多种异构体的混合物，其中γ-异构体仅占12–16%，其余均为无效成分。根据各异构体在有机溶剂中的不同溶解度，可以通过溶剂提取而将高含量的γ-异构体从中提取出来。当γ-六六六含量超过99%时称为林丹。最常用的提取溶剂是甲醇。

## 性质
γ-六氯环己烷是六氯环己烷的一种立体异构体，该异构现象是由环己烷构象情况所决定的。其结构中，氯原子在环上的位置为a,a,a,e,e,e位（a = 直键，e = 平键）。除γ-异构体外，六氯环己烷还有α-、β-、δ-和ε-异构体。
工业品六六六为具有强烈刺鼻恶臭的白色固体，但纯γ-六六六为白色无臭的结晶。γ-六六六可以在浓硝酸中重结晶，说明其化学稳定性是很高的。
六六六对光、热、酸和氧化介质均很稳定，不过在碱性条件下会消除氯化氢，最终得到1,2,4-三氯苯。

## 用途
作为农药时叫“六六六”，有效成分主要是俗稱「林丹」或「林旦」（Lindane）的γ-异构体，常施于蔬果等作物。对昆虫有触杀、消化毒性和挥发性毒物(熏蒸杀虫)等作用。是一种广谱性杀虫剂，用来防治果树、蔬菜、水稻、经济作物等多种害虫。也是一种土壤杀虫剂。
γ-六氯环己烷有毒，致畸，易残留。不仅残留在蔬果上的农药会对人造成危害，残留在土壤中也会影响后一年作物的生长。目前在世界许多地区，包括中国大陆，已经禁止使用该农药。平時以晶狀方式呈現，不易溶於水及不易受到生物分解，會影響人體的神經中樞、肝臟、腎臟，並且容易導致產下畸形兒。
含γ-六氯环己烷1%的药物林丹软膏，用于治疗阴虱、疥虫等人体寄生虫。但是由于其具有低毒性，孕妇及儿童不可使用。

## 历史
1825年，英国科学家迈克尔·法拉第发现苯和氯在日光照射下反应，可以得到一种固体产物。1912年，荷兰化学家林丹（Teunis van der Linden）指出，在六六六混合物中存在4种立体异构体。但直到1935年，六六六的杀虫活性才由Bender发现。随后Slade和法国人Dupire也各自发现六六六的杀虫活性。Slade还进一步指出，六六六的生物活性几乎完全是由其γ-异构体的存在引起的。
六六六在1950-60年代曾是中国生产最多、应用最广的一种杀虫剂，它在确保农业丰收和预防传染病方面起到了巨大的作用。
据估计，1950至2000年间，全球林丹的总产量约为60万吨，其中大多数是用在农业方面。由于林丹是一种持久性有机污染物，并对人体具有一定的毒性，截至2006年11月，已有52个国家禁止林丹的使用，另有33个国家对林丹的使用作出限制。2009年的《斯德哥尔摩公约》会议，明确禁止林丹的生产和在农业上的应用。
虽然中国很早便停止了六六六的使用，但林丹可能仍然在生产和使用。香港自1991年起禁止六六六的使用（註銷登記）。
在1996-1998年，ES & T的Middeldorp及Van Eekert兩人發現六氯環己烷在厭氧狀態下提供碳源，可催化細菌將六氯環己烷分解成苯及氯苯，分別再經厭氧及耗氧狀態下完全分解成水、二氧化碳、甲烷、氫離子及氯離子等，利用這個結果運用在Akzo Nobel在荷蘭的污染場址，評估利用現有細菌分解六氯環己烷可行性。

## 毒性
γ-六六六的大鼠口服急性毒性和DDT差不多,半數致死量是115mg/kg。给药后，曾在动物的奶和脂肪中发现有林丹的存在，但可以相当快地排出体外，因而累积体内的危险性较小。不过，工业品六六六中含有一定量的α-和β-六六六，这两种异构体使积蓄的可能性和累积毒性大大提高。

## 代谢
动物体内，林丹首先主要经由各种过程转变为1,2,4-三氯苯，然后进一步生成三氯酚的各种异构体，并经与葡糖醛酸的结合而排出体外。在昆虫体内，林丹主要降解为五氯环己烯，再与谷胱甘肽形成加成产物。

## 作用机制
雖然六六六毒性和滴滴涕差不多,但六六六的作用机制与滴滴涕不同，而与环戊二烯类杀虫剂有些类似。六六六主要作用于中枢神经系统，对周围神经系统也有作用。作用部位是突触。实验表明，其对突触的作用方式主要是促使突触前膜过多地释放乙酰胆碱，从而引起典型的兴奋、痉挛、麻痹等征象。而至于六六六引起乙酰胆碱释放的具体机制，目前仍然不很清楚。

## 测定方法
一种方法是比色测定六六六脱氯化氢、硝化等反应后产生的1,3-二硝基苯与丁酮形成的有色配合物，而电子捕获气相色谱的测定可达毫微克量。这些方法均适合残留量的测定。

## 外部連結

### 政府和組織
- FDA Information on Lindane （页面存档备份，存于）
- EPA Information on Lindane （页面存档备份，存于）
- Gamma Hexachlorocyclohexane Fact Sheet

### 新聞報導和意見文章
- "Mom and Pros Tackle Lice" （页面存档备份，存于） - NPR story from 2006
- Pepsi and Coca-Cola - Lindane in drinks in India （页面存档备份，存于） - news story from 2006
- India - Pesticides in Coke & Pepsi drinks - news story from 2003